# Luz Marina Anselmi
Luz Marina Anselmi Landaeta, más conocida como Luz Marina (Oklahoma, Estados Unidos, 1967), es una cantautora venezolana.

## Biografía
Cursó estudió música en el Conservatorio Juan José Landaeta, Arte en la Universidad Central de Venezuela y Artes Escénicas en: TNT con el grupo Rajatabla y con los maestros Juan Carlos Gene, Hugo Ulive y J. Camacho.
Su carrera como cantante la inició en 1986 específicamente, convirtiéndose en unas de las voces femeninas más importantes del movimiento de la música urbana de Venezuela a finales de la década de los ochenta. Su primer álbum, titulado "A flor de piel" tuvo muy buena acogida por parte del público radio-escucha amén de haber sido uno de sus discos más vendidos.
Después de cinco importantes álbumes, donde interpretó temas de los más destacados compositores venezolanos como Yordano, Franco De Vita, Frank Quintero, Ilan Chester, Simón Díaz, Henry Martínez; y de los brasileros Chico Buarque, Ivan Lins y Carlos Lyra, bajo la dirección de Roberto Menescal. En 2007 Luz Marina presenta "Coincidencias", su primer trabajo autoral, donde nos expone su poesía y su música con estilo y lenguaje propio, estrenándose también como productora y co-arreglista junto a algunos de los más destacados músicos internacionales, logrando el reconocimiento de Billboard como uno de los trabajos musicales más destacados del año 2008. "Coincidencias" es esencialmente acústico, íntimo y ecléctico; y demuestra que Luz Marina es quizás una de las artistas más completas y genuinas de nuestros tiempos.

## Discografía
Álbumes de estudio
- 1986: A flor de piel
- 1989: Siempre
- 1991: Amando
- 1995: Vestida en flor
- 2007: Coincidencias

## Colaboraciones y duetos
Álbum "Jazz desde Aldemaro
Colaboración Tema "La Placita" Guaco. 1989.